# 德克薩斯鎮區 (密蘇里州登特縣)
德克薩斯鎮區（英語：Texas Township）是位於美國密蘇里州登特縣的一個行政鎮區。

## 地方資料
德克薩斯鎮區的面積為138.87平方千米，當中陸地面積為138.69平方千米，而水域面積為0.18平方千米。根據2020年美國人口普查的數據，當地共有人口641人，而人口密度為每平方千米4.62人。